# Яни Каракашев
Яни Стоилов Каракашев е опълченец-поборник и националреволюционер. Участник в Сръбско-турската война (1876) и Руско-турската война (1877-1878).

## Биография
Каракашев е роден в разложкото село Годлево, което тогава е в Османската империя. В 1876 година е доброволец в Сръбско-турската война. След войната минава в Крайова, Румъния, където влиза в средите на революционната емиграция.
След избухването на Руско-турската война на 19 април 1878 година се записва доброволец в III рота на I опълченска дружина на Българското опълчение. На 26 август е преведен в I рота на VII дружина, но на 1 септември 1877 година е зачислен в IV рота на I дружина. Участва в боевете при Стара Загора и Шипка.
Умира преди 1918 година.